# Deadman's Bay Provincial Park
Deadman's Bay Provincial Park är en provinspark i Newfoundland och Labrador i Kanada. Den ligger nära samhället Lumsden på Newfoundlands nordöstkust, drygt 20 mil norr om provinshuvudstaden St. John's.